# Chromatte
Chromatte é o conjunto de técnicas e equipamentos para a realização de um efeito especial em vídeo (cinema, audiovisual etc), no qual basicamente se utiliza o corte de cor. Ou seja, a neutralização cromática.
É uma derivação da técnica de Chroma key, a qual se utilizava tecido de cor verde ou azul durante uma filmagem para que, no momento da finalização do vídeo, seja removida esta cor, possibilitando a inserção de imagens (videos, fotos) atrás de um objeto ou pessoa filmado.
O Chromatte é uma nova forma de se utilizar o conceito do chroma-key, no qual se utiliza um tipo de luz especial projetada a partir de um anel de Leds especiais posicionados junto a lente da câmera. E o antigo tecido colorido dá lugar a um tecido especial que reflete esta luz. O resultado da aplicação desta técnica é uma neutralização cromática perfeita, em diversas condições de iluminação, podendo ser aplicado em objetos de quaisquer cor que não ocorrerá falhas como as apresentadas na antiga forma de Chroma key.